# Buchenbuschkirche (Neu-Isenburg)

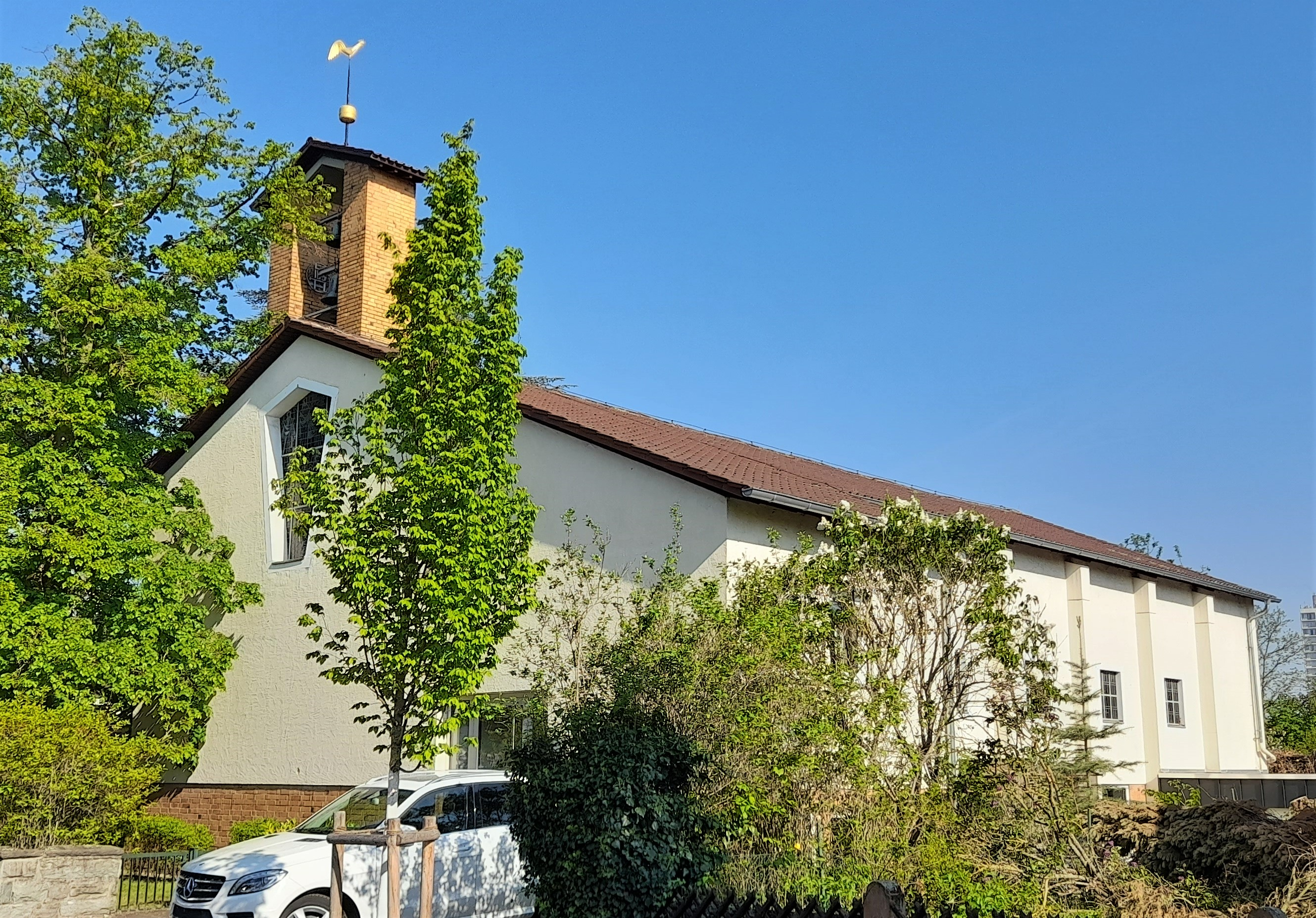
Südostansicht der evangelisch-reformierten Buchenbuschkirche in Neu-Isenburg

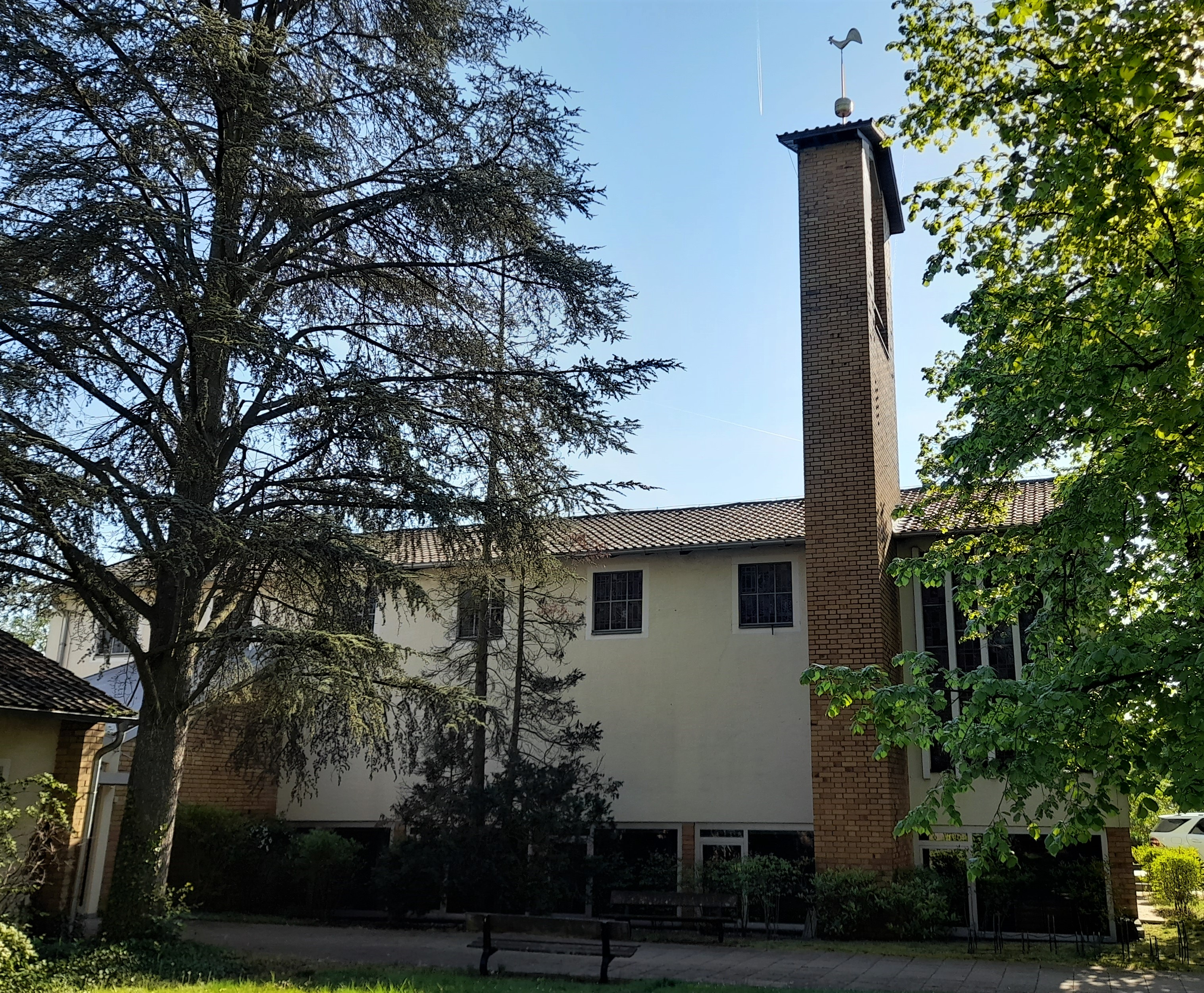
Westansicht der Buchenbuschkirche

Die evangelisch-reformierte Buchenbuschkirche ist ein im Stil der Moderne errichtetes Kirchengebäude in Neu-Isenburg, einer Mittelstadt im südhessischen Landkreis Offenbach. Die Kirche wird von der Evangelisch-reformierten Buchenbuschgemeinde Neu-Isenburg genutzt, die zum Dekanat Dreieich-Rodgau der Evangelischen Kirche in Hessen und Nassau (EKHN) gehört. Benannt sind Gemeinde und Gebäude nach dem Neubaugebiet „Buchenbusch“, das ab 1932 bebaut und in der Nachkriegszeit erweitert wurde. Eine Besonderheit der Kirche stellt ihr vom Maler und Bildhauer Helmuth Uhrig gestaltetes Altarfenster dar, das unter Denkmalschutz steht.

## Geschichte
Die „Siedlung Buchenbusch“ wurde ab 1932 erbaut und wuchs 1948 (durch den Zuzug vieler Neubürger nach dem Ende des Zweiten Weltkriegs) noch einmal kräftig an. Evangelische Andachten und Gottesdienste in der Wohnsiedlung wurden ab Ostern 1953 im Pachthaus der Familie Hessenbruch im Tannenweg gefeiert, später in einem ebenfalls im Tannenweg gelegenen Gemeindehaus.
Von 1958 bis 1960 wurde die heutige Buchenbuschkirche nach Plänen des Darmstädter Architekten Friedrich Soeder errichtet; für die Glasgestaltung war der Maler und Bildhauer Helmuth Uhrig zuständig.
Nachdem die neue Kirche im Oktober 1961 im Beisein von Martin Niemöller (damals Kirchenpräsident der EKHN) eingeweiht werden konnte, wurde am 1. Januar 1962 die evangelisch-reformierte Gemeinde in Neu-Isenburg geteilt. Aus ihr gingen die Evangelisch-reformierte Gemeinde Am Marktplatz und die Evangelisch-reformierte Buchenbuschgemeinde hervor.

## Baubeschreibung
Die Buchenbuschkirche liegt an der Straßenkreuzung Forstweg-Pappelweg im südlich der Neu-Isenburger Altstadt gelegenen Neubaugebiet „Buchenbusch“. Das schlichte Kirchengebäude erhebt sich auf längsrechteckigem Grundriss und gliedert sich in einen zum Forstweg giebelständigen, sattelbedachten Kirchensaal sowie einen im Südwesten des Gebäudes eingeschobenen Glockenträger.
Ein Eingang im Süden führt ins Innere des zweigeschossigen Kirchensaals. Im Erdgeschoss des Gebäudes befinden sich verschiedene Gemeinderäume, im Obergeschoss liegt der schlichte, von einer Holzdecke überfangene Gottesdienstraum. Er wird durch einen Mittelgang, der direkt auf den leicht erhöhten Altarraum im Süden zuführt, in zwei Bankblöcke geteilt. In der Mitte des Altarraums befindet sich ein Altartisch, der von einer Kanzel zur Linken und einem Taufständer zur Rechten gerahmt wird. Zentraler Blickpunkt des Altarraums ist allerdings das trapezförmige, sich nach unten verjüngende Altarfenster hinter dem Altar, das als Sachteil unter Denkmalschutz steht. Gegenüber dem Altarraum liegt im Norden eine Bühnenvorrichtung, auf der sich neben der Orgel auch einige weitere Sitzplätze befinden.

## Altarfenster

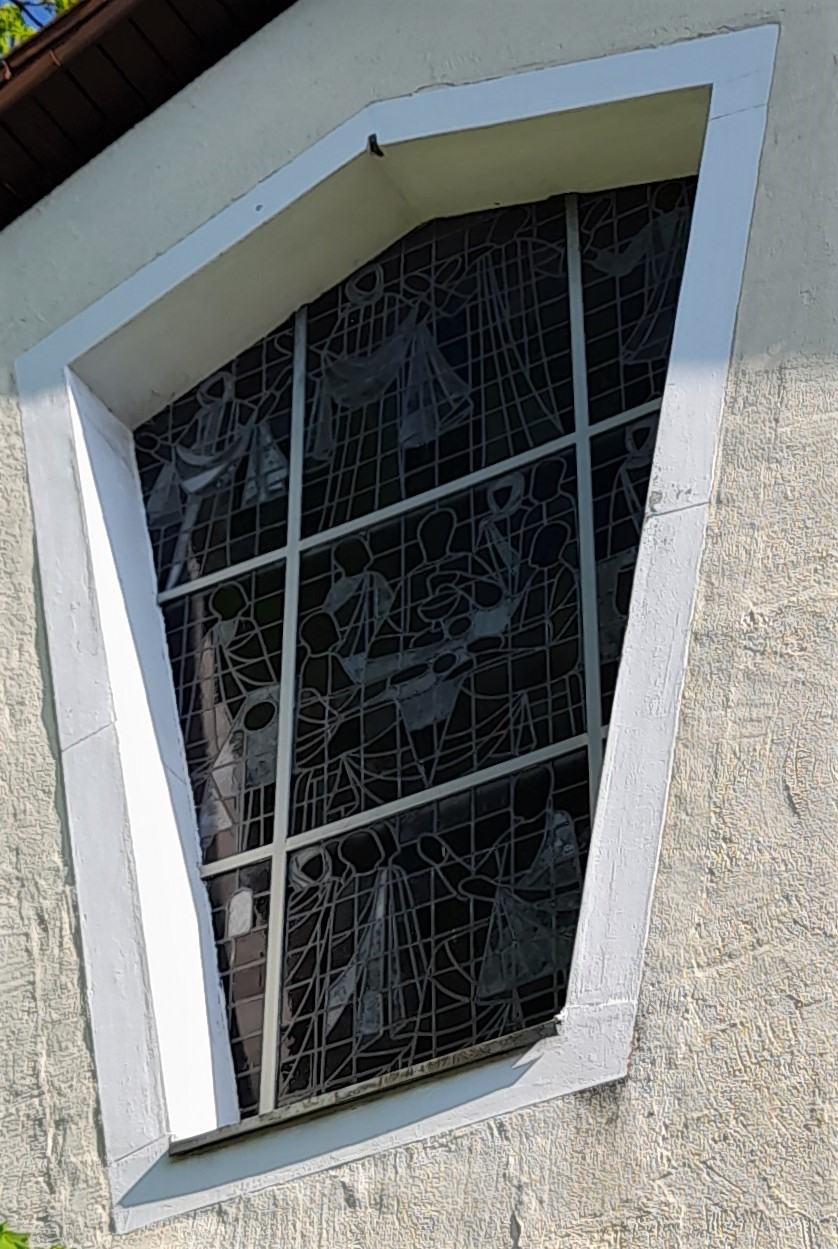
Außenansicht des denkmalgeschützten Altarfensters

Das denkmalgeschützte Altarfenster weist eine farbig-motivische Glasgestaltung und eine stilisierende Formensprache auf. Es wird durch Bleistege gegliedert und zeigt drei horizontal übereinander angeordnete Figurengruppen in hellen antikisierenden Gewändern auf blauem Grund. Die Figurengruppen umfassen sowohl Männer als auch Frauen und Kinder, eine Binnenzeichnung ihrer Gesichter fehlt.
- Die obere Figurengruppe zeigt vier betende Gläubige in Orantenhaltung, die ihre Hände und Gesichter zum Himmel erheben. Es handelt sich hierbei vermutlich um eine fromme Familie, die auch im Gebet eine Gemeinschaft bildet.[1]

- Die mittlere Figurengruppe zeigt sieben Personen, die um einen Abendmahltisch versammelt sind, in dessen Mitte Jesus selbst sitzt. Vor ihm liegen mehrere Brote auf dem Tisch, in seiner linken Hand hält er einen roten Weinkelch. Bei den dargestellten Personen handelt es sich vermutlich um Identifikationsfiguren für die evangelische Gemeinde oder die Christenheit als Ganzes (da die Zwölfzahl nicht erfüllt ist), die zur Feier des Abendmahls zusammenkommen und eine Gemeinschaft bilden.[1]

- Die untere Figurengruppe zeigt Jesus als Lehrer, der vor vier Menschen auf einem Stuhl sitzt und ihnen den Glauben vermittelt. Das Motiv greift vermutlich den Gedanken der Predigt im Gottesdienst auf, bei der die Gemeinde im Glauben bestärkt wird.[1]

Auffällig ist, dass die biblische Zwölfzahl erfüllt werden kann, wenn entweder die obere oder untere Figurengruppe zur mittleren Figurengruppe hinzugezählt wird, wobei Jesus als zwölfte Person das Dutzend vervollständigt. Auf diese Weise werden die Motive der drei Fenster – Gebet zu Gott, Gemeinschaft im Abendmahl und Verkündigung des Wortes – sinnbildlich miteinander verbunden und die zentrale Rolle Jesu hervorgehoben.

## Geläut
Das aus zwei Glocken bestehende Geläut wurde von der Glockengießerei Rincker im mittelhessischen Sinn gegossen. Es ist im Glockenträger des Kirchensaals aufgehängt. Beim Läuten erklingt der Zweiklang es′′ – c′′′.